# Elegant Piano
Elegant Piano — совместный студийный альбом американских джазовых пианистов Тедди Уилсона и Мэриэн Макпартлэнд, выпущенный в 1972 году на лейбле Halcyon Records.

## Отзывы критиков
| Оценки критиков                   | Оценки критиков |
| Источник                          | Оценка          |
| --------------------------------- | --------------- |
| AllMusic                          | [ 2 ]           |
| Billboard                         | [ 3 ]           |
| The Encyclopedia of Popular Music | [ 4 ]           |

Кен Драйден из AllMusic отметил великолепную игру музыкантов. По его мнению, в каком-то смысле это похоже на восхитительный анонс того, что позже будет в цикле радиопередач Макпартлэнд Piano Jazz, в которой она играла дуэты на фортепиано со своими гостями, и Уилсон был там одним из первых.

## Список композиций
1. Дуэт: «Bluesette» (Норман Гимбел, Тутс Тилеманс) — 4:07
2. Тедди Уилсон сольно: «Cottage for Sale» (Дедетт Ли Хилл, Уиллард Робисон) — 2:38
3. Дуэт: «Lover Man» (Джимми Шерман) — 3:49
4. Дуэт: «Just One of Those Things» (Коул Портер) — 4:06
5. Тедди Уилсон сольно: «Blues for Six» (Тедди Уилсон) — 2:57
6. Дуэт: «Quiet Nights» (Антониу Карлос Жобин, Джин Лис) — 3:03
7. Мэриэн Макпартлэнд сольно: «Slowly into Evening» (Мэриэн Макпартлэнд) — 4:03
8. Тедди Уилсон сольно: «Shiny Stockings» (Фрэнк Лессер) — 3:15
9. Дуэт: «Four-In-Hand Blues» (Мэриэн Макпартлэнд) — 6:18
10. Тедди Уилсон сольно: «Love» (Хью Мартин, Ральф Блэйн) — 3:57

## Участники записи
- Тедди Уилсон, Мэриэн Макпартлэнд — фортепиано
- Хэнк О’Нил — звукорежиссёр
- Джо Скариса — запись, сведение

Все данные взяты из примечаний к альбому.